# X (фільм, 2022)
«X» (англ. X) — американсько-канадський фільм-слешер 2022 року, сценарій до якого написав і зняв Тай Вест, який також є співпродюсером та співмонтажером. Міа Ґот виконує подвійну роль протагоніста та антагоніста — молодої жінки Максін і літньої жінки Перл відповідно. Сюжет оповідає про знімальну групу, яка робить порнографічний фільм на сільській фермі літньої пари в Техасі, але виявляють, що їм загрожує малоймовірний вбивця. У фільмі також зіграли Дженна Ортеґа, Бріттані Сноу, Скотт Мескаді, Мартін Гендерсон, Оуен Кемпбелл та Стівен Юр. Знімання фільму відбувалося в Новій Зеландії, переважно в сільській громаді Форделл, неподалік від міста Вангануї. Саундтрек був написаний Тайлером Бейтсом і Челсі Вулф.
Прем'єра картини відбулася 13 березня 2022 року на фестивалі South by Southwest; фільм вийшов в американський прокат 18 березня, а компанія A24 стала дистриб'ютором. Фільм отримав загалом схвальні відгуки критиків, які похвалили омаж слешерам XX століття, зокрема «Техаській різанині бензопилою» (1974), а також виконання Ґот, Ортеґи та Сноу. «X» є першою картиною однойменної серії, що складається з приквелу «Перл» (2022) і продовження «МаХХХін»(2024).

## Сюжет
У 1979 році, під час золотої доби порно, акторка Максін Мінкс вирушає в подорож у Техасі зі своїм хлопцем-продюсером Вейном Ґілроєм, іншими акторами Боббі-Лінн Паркер і Джексоном Гоулом, режисером-аматором Ар-Джей та його дівчиною Лоррейн Дей, щоб зняти порнографічний фільм «Доньки фермера». Вони прибувають на ферму Говарда та Перл, літньої пари, у гостьовому будинку якої починають знімання. Перл запрошує Максин у свій будинок, де вона нарікає на свій вік і ревнує до молодості Максін, роблячи спробу сексуального зближення.
Вночі знімальна група відпочиває в гостьовому будинку, де Лоррейн просить про свою участь у зніманні. Ар-Джей виступає проти цієї ідеї та звинувачує групу в спонуканні Лоррейн до знімання, хоча вони запевняють його в протилежному. Після знімання сцени сексу між Лоррейн та Джексоном, Ар-Джей вирішує залишити групу на фермі, поки вони сплять, але його зупиняє Перл і намагається спокусити. Коли Ар-Джей відмовляє їй, вона вбиває його ножем. Лоррейн та Вейн помічають зникнення Ар-Джея і вирушають на його пошуки. Під час обшуку сараю Перл вбиває Вейна, тоді як Говард запрошує Лоррейн у свій будинок, стверджуючи, що Перл зникла, і просить її принести ліхтарик із підвалу. Коли Лоррейн залишає підвал, вона виявляє, що двері замкнені. Намагаючись знайти вихід, вона бачить труп чоловіка, прив'язаного до стелі.
Говард підходить до гостьового будинку і просить Джексона допомогти йому розшукати Перл. Джексон знаходить затоплену машину в ставку, що належала чоловіку в підвалі, перш ніж Говард застрелює його. Тим часом Перл входить у гостьовий будинок і оголена лягає поруч із Максін та пестить її, від чого та прокидається і кричить, розбудивши Боббі-Лінн, тоді як Перл тікає. У фермерському будинку Лоррейн використовує сокиру, щоби пробити щілину у дверях підвалу, але Говард ламає їй пальці. Боббі-Лінн йде за Перл до озера, що розташовується поруч, і намагається відвести її від води, але Перл штовхає її в озеро, де Боббі-Лінн вбиває алігатор.
Максін вдається втекти до фургона, де вона знаходить труп Ар-Джея та проколоті шини. Озброївшись револьвером Вейна, Максін входить у фермерський будинок і звільняє Лоррейн, яка звинувачує Максін у тому, що сталося. Лоррейн панікує і вибігає через парадні двері, але Говард вбиває її пострілом із рушниці. Коли Говард і Перл починають переміщати тіло Лоррейн, у неї стається конвульсія, що лякає Говарда і в нього трапляється серцевий напад, через що той помирає. Максін забирає ключі від вантажівки Говарда та Перл і намагається вистрілити в Перл, але виявляється, що револьвер не заряджений. Перл вистрілює в Максін із рушниці, проте вона ухиляється, а віддача рушниці відкидає Перл через двері. Вона просить допомоги, але Максин відмовляє і переїжджає Перл вантажівкою, після чого їде з ферми. Наступного ранку поліція прибуває до будинку, щоб розслідувати події, і знаходить камеру Ар-Джея, розмірковуючи про те, що на неї знято.

## У ролях
| Актор               | Роль                       |
| ------------------- | -------------------------- |
| Міа Ґот             | Максін «Макс» Мінкс / Перл |
| Дженна Ортеґа       | Лоррейн «Рейн» Дей         |
| Бріттані Сноу       | Боббі-Лінн Паркер          |
| Скотт Мескаді       | Джексон Гоул               |
| Мартін Гендерсон    | Вейн Ґілрой                |
| Оуен Кемпбелл       | Ар-Джей Ніколс             |
| Стівен Юр           | Говард                     |
| Джеймс Ґейлін       | шериф Дентлер              |
| Саймон Праст        | телеєвангеліст             |
| Джеффрі Долан       | заступник шерифа           |
| Метью Савілл        | офіцер Мітчелл             |
| Брайоні Скіллінґтон | продавець магазину         |

## Виробництво
У листопаді 2020 року було оголошено, що компанія A24 стане дистриб'ютором нового фільму Тая Веста, тоді як Міа Ґот, Скотт Мескаді та Дженна Ортеґа виконають одні з ролей. У лютому 2021 року до акторського складу приєдналася Бріттані Сноу. Знімальний період тривав з 16 лютого до 16 березня на Північному острові Нової Зеландії. Протягом двох тижнів після приїзду до країни знімальна група знаходилась на обов'язковому карантині через пандемію коронавірусної хвороби. Деякі сцени були зняті в місті Вангануї, а також його околицях. Основним знімальним майданчиком стала ферма в сільській громаді Форделл, неподалік від Вангануї, де було побудовано великий сарай. Знімання також проходили в містечку Буллс, де знімальна група використала для фільму стару ратушу. Кошторис «X» становив приблизно 1 мільйон $.
Ґот носила багато накладного макіяжу для зображення Перл. Вона сказала, що проводила в гримерній до десяти годин, після чого працювала на знімальному майданчику близько дванадцяти годин, тоді як візажист Сара Рубано стежила за цілісністю макіяжу. У сцені, де Перл завдає удару Ар-Джей у шию, було використано висувний реквізитний ніж, протез шиї з прорізом і трубку, через яку виходила театральна кров. Ефект обезголовлення Ар-Джей після цього був досягнутий за допомогою манекена голови, каскадера та фальшпідлоги; каскадер лежав на спині, його голова та плечі знаходилися під фальшпідлогою і були приховані протезом верхньої частини тіла. Потім каскадер рухав своїм тілом під час знімання сцени, що в поєднанні з безтілесною головою манекена створювало ілюзію того, що у Ар-Джея конвульсії. Для сцени, у якій Перл протикає Вейну очі вилами, нідерландська студія MimicFX виготовила манекен верхньої частини тіла та голови персонажа.
Саундтрек до фільму було написано Тайлером Бейтсом та Челсі Вулф; він також містить кавер-версію композиції «Oui, Oui, Marie», яка була виконана Вулф. За словами Бейтса, вони прагнули «створити вокально-орієнтований саундтрек, обрамлений органічними синтезаторами та атмосферою, що нагадує звукову естетику артгаусних фільмів жахів 70-х років». Вулф, яка раніше не займалася саундтреками, головним чином привнесла свій голос у музику та спробувала використати неспівочі звуки, щоб імітувати емоції персонажів. Бейтс описав саундтрек як суміш музики до фільмів «Дитина Розмарі» (1968) та «Деббі підкорює Даллас» (1978). Лейбл звукозапису A24 Music випустив саундтрек 25 березня 2022 року. Окрім оригінальної музики у фільмі звучать такі композиції, як «In the Summertime» гурту Mungo Jerry, «Act Naturally» у виконанні Лоретти Лін, і «(Don't Fear) The Reaper» гурту Blue Öyster Cult. На додаток до цього в одній зі сцен персонажі Бріттані Сноу та Скотта Мескаді виконують пісню «Landslide» гурту Fleetwood Mac. За підбір ліцензованої музики відповідав музичний супервайзер Джо Радж.

## Аналіз
Нейт Роско з Fangoria написав у своєму есе, що фільм є прикладом сучасного погляду на піджанр жахів психобідді, у якому літні жінки зображуються як гротескні, жорстокі персонажі. Роско також зазначив, що основна тема фільму обертається навколо старіння, молодості та туги за минулим: «Черпаючи натхнення з найтемніших куточків мистецтва та експлуатації, саме відносини між вродою, старінням та самооцінкою найбільш помітно проступають через архітектуру „X“». Крім цього, він зауважив, що фільм співчутливо представляє антагоніста Перл, написавши, що часом «не можна не відчувати нищівної жалості до цієї трагічної фігури».
Критики зауважили вплив кількох фільмів на «X», а деякі з них зазначили омаж фільму «Техаська різанина бензопилою» (1974). Серед інших картин, на думку критиків, що вплинули на «X», є «Психо» (1960), «Хардкор» (1979), «Сяйво» (1980), Алігатор (1980) та «Ночі в стилі бугі» (1997). Річард Роупер написав, що фільм також містить «відлуння» таких порнографічних фільмів, як «Сумне кіно» (1969) та «Деббі підкорює Даллас» (1978).

## Маркетинг й випуск
У січні 2022 року A24 випустила офіційний трейлер до фільму. Прем'єра «X» відбулася 13 березня на фестивалі South by Southwest; фільм вийшов в американський прокат 18 березня. У квітні він вийшов як «відео на вимогу» в таких сервісах, як Apple TV, Amazon Prime Video, Google Play, YouTube та VUDU. Наступного місяця компанія Lionsgate випустила фільм як домашнє відео на Blu-ray та DVD. Версія для Blu-ray містить фічуретку «Той X-фактор», а також «розширену сцену» вигаданого порнографічного фільму «Доньки фермера», що знімали персонажі «X».

## Сприйняття

### Касові збори
«X» зібрав 11,8 мільйона $ у США та Канаді, і 3,3 мільйона $ на інших територіях, на загальну суму 15,1 мільйона $ у всьому світі, що зробило його касовим успіхом із кошторисом в 1 мільйон $.
У Сполучених Штатах та Канаді «X» вийшов разом із фільмами «Магічна битва 0», «Костюм» та «Мати», і, за прогнозами, у перші вихідні мав принести 2—5 мільйонів $. У перші вихідні фільм заробив 4,3 мільйона $ у 2865 кінотеатрах, посівши четверте місце. Під час відкриття чоловіки склали 55 % аудиторії, а на частку осіб віком від 18 до 34 років припало 73 % продажів квитків. За етнічним складом 50 % становили європеоїди, 22 % латиноамериканці, 12 % афроамериканці та 16 % азійці чи інші люди. Фільм зібрав 2,2 мільйона $ за другі вихідні та 1 мільйон $ за треті. Він залишив десятку найкращих фільмів за касовими зборами в четверті вихідні із 359 тисячами $, що становило падіння зборів на 65 %.

### Відгуки
На оглядовому агрегаторі Rotten Tomatoes фільм має рейтинг 94 % на основі 220 відгуків, а середній рейтинг — 7.7/10. У консенсусі агрегатора йдеться: «„X“ [представляє] свіжий погляд на класичну формулу слешера [та] знаменує місце, де Тай Вест рішуче повертається до свого коріння жахів». Metacritic, який використовує середнє зважене, присвоїв фільму 79 зі 100 балів на основі 35 відгуків критиків, які позначені як «загалом схвальні». Глядачі, опитані PostTrak, дали фільму 68 % позитивних оцінок, а 45 % сказали, що однозначно рекомендують його.
Оуен Глейберман з Variety назвав фільм «навмисною, люблячою і ретельною пошаною» «Техаській різанині бензопилою», а також «підступним і захопливим повільним атракціоном жаху, що шокує, разом із його унікальним тривожним чинником, пов'язаним із тим фактом, що тутешні демони — давні зразки людства, які насправді мають частку… людяності». Джон Дефор із The Hollywood Reporter похвалив акторський склад і зазначив, що «до того, як почнеться кров (і навіть у середині дії), Вест, здається, справді замислюється про біль безповоротної юності та співчуває тим, чиї останні роки поглинені нею». Тодд Ґілкріст з A.V. Club поставив фільму оцінку «B+», написавши, що фільм «досліджує те, як молодість в інших, здається, пробуджує почуття та вплив віку в нас самих, не кажучи вже про те, як ми чинимо опір або реагуємо на це, коли це відбувається», і назвав картину «кривавими, напористими веселощами». Еббі Олсезе, пишучи для RogerEbert.com, поставила фільму три зірки із чотирьох, підсумувавши: «„X“ приносить масу задоволення; [фільм] також відчувається легковажним, що легко могло б бути чимось набагато більшою».
Девід Сімс із The Atlantic назвав фільм «сучасною класикою», порівнявши його з «Техаською різаниною бензопилою» (2022), який, на його думку, творчо провалився у порівнянні з «X». Річард Ропер з Chicago Sun-Times дав картині три з половиною зірки із чотирьох, назвавши її «одним із тих фільмів, у яких у певні моменти ви відчуваєте огиду, а потім смієтеся з усієї цієї залитої кров'ю абсурдності. Це новий поворот в історичному слешері — розумний, дивний і фантастично розпусний». А. О. Скотт, у рецензії на фільм для The New York Times, написав, що «X» «не соромиться апелювати до вуайєризму. У кровопролитті немає нічого сором'язливого чи артистичного. […] Весту, на відміну від його [персонажів]-порнографів, є, що сказати, і є тіла, які може показати. Насамперед у нього є естетика, яка не зводиться до жаху чи збудження. „X“ сповнений мрійливих, нав'язливих планів зверху та моментів дивовижної ніжності». Альфред Ван Дер Цвам з Voices from the Balcony дав фільму три з половиною зірки з п'яти, написавши, що «„X“ загалом досягає успіху як цікавий, спокійно зворушливий, ностальгічний і, зрештою, скромний фільм жахів, приправлений відмінним саундтреком 70-х».
Валері Комплекс із Deadline назвала картину «новим любовним листом до жанру слешерів», написавши: «Я віддаю належне Весту за те, що він має бачення і дотримується своїх натхнень. Він знає, що хоче зробити і як це зробити безкомпромісно. „X“ — це поверхова розвага […], але все ж таки задовільний зразок незалежного фільму жахів, якому варто дати шанс». Дмитро Самаров з Chicago Reader дав фільму переважно негативну рецензію, написавши, що «навіть звичайнісінький фанат жахів не пропустить» відсилання «X» до «Техаської різанини бензопилою» (1974), але «на відміну від шедевра Тоуба Хумера, який має право говорити про економічний відчай і культурне зіткнення в Америці 70-х років, Вест просто хоче покарати всіх, хто брав участь у кривавих діях, що розігруються для сміху».

### Нагороди та номінації
| Рік  | Нагорода                                            | Категорія                         | Номінант                   | Результат   | Прим.         |
| ---- | --------------------------------------------------- | --------------------------------- | -------------------------- | ----------- | ------------- |
| 2022 | MTV Movie & TV Awards                               | Найналяканіше виконання           | Міа Ґот                    | Номінація   | [ 38 ]        |
| 2022 | Hollywood Critics Association Midseason Film Awards | Найкраща акторка                  | Міа Ґот                    | Номінація   | [ 39 ]        |
| 2022 | Hollywood Critics Association Midseason Film Awards | Найкращі жахи                     | «X»                        | Друге місце | [ 39 ]        |
| 2022 | Hollywood Critics Association Midseason Film Awards | Найкращий незалежний фільм        | «X»                        | Номінація   | [ 39 ]        |
| 2022 | Saturn Awards                                       | Найкращий фільм жахів             | «X»                        | Номінація   | [ 40 ]        |
| 2022 | Hollywood Music in Media Awards                     | Кращий музичний супровід у фільмі | Джо Рудж                   | Номінація   | [ 41 ]        |
| 2022 | Sunset Circle Awards                                | Найкраща акторка                  | Міа Гот                    | Номінація   | [ 42 ]        |
| 2022 | Sunset Circle Awards                                | Найкращий фільм жахів             | «X»                        | Перемога    | [ 42 ]        |
| 2022 | Sunset Circle Awards                                | П'ятірка запальних режисерів      | Тай Вест                   | Номінація   | [ 42 ]        |
| 2022 | Boston Society of Film Critics Awards               | Найкращий оператор                | Еліот Рокетт               | Перемога    | [ 43 ]        |
| 2022 | St. Louis Film Critics Association Awards           | Найкращий фільм жахів             | «X»                        | Друге місце | [ 44 ]        |
| 2022 | North Texas Film Critics Association Awards         | Найкращий новачок                 | Дженна Ортеґа              | Номінація   | [ 45 ]        |
| 2023 | Austin Film Critics Association Awards              | Премія «Прорив року»              | Дженна Ортеґа              | Перемога    | [ 46 ] [ 47 ] |
| 2023 | Seattle Film Critics Society Awards                 | Злодій року                       | Перл (у виконанні Мії Гот) | Номінація   | [ 48 ]        |
| 2023 | Hollywood Critics Association Awards                | Найкращий фільм жахів             | «X»                        | Номінація   | [ 49 ]        |

## Продовження
У березні 2022 року стало відомо, що Вест таємно зняв приквел «Перл» паралельно з першим фільмом, написавши сценарій разом з Ґот. Події фільму розгортаються у 1918 році, тоді як Ґот зіграла роль молодої Перл. Пізніше у вересні, за кілька днів до випуску приквела, було оголошено продовження «X» під назвою «Максін». Події третьої частини відбуваються у Лос-Анджелесі у 1980-х роках.